# USS Pipefish (SS-388)
USS Pipefish (SS/AGSS-388) là một  tàu ngầm lớp Balao được Hải quân Hoa Kỳ chế tạo trong Chiến tranh Thế giới thứ hai. Nó là chiếc tàu chiến duy nhất của Hải quân Hoa Kỳ được đặt cái tên này, theo tên loài cá chìa vôi. Nó đã phục vụ trong suốt Thế Chiến II, thực hiện tổng cộng sáu chuyến tuần tra, đánh chìm hai tàu Nhật Bản với tổng tải trọng 1.818 tấn. Được cho ngừng hoạt động sau khi xung đột chấm dứt vào năm 1946, nó được xếp lại lớp như một tàu ngầm phụ trợ với ký hiệu lườn AGSS-388, nhưng không bao giờ hoạt động trở lại, và cuối cùng bị bán để tháo dỡ vào năm 1969. Pipefish được tặng thưởng bốn Ngôi sao Chiến trận do thành tích phục vụ trong Thế Chiến II.

## Thiết kế và chế tạo
Thiết kế của lớp Balao được cải tiến dựa trên  tàu ngầm lớp Gato dẫn trước, là một kiểu tàu ngầm hạm đội có tốc độ trên mặt nước cao, tầm hoạt động xa và vũ khí mạnh để tháp tùng hạm đội chiến trận. Khác biệt chính so với lớp Gato là ở cấu trúc lườn chịu áp lực bên trong dày hơn, và sử dụng thép có độ đàn hồi cao (HTS: High-Tensile Steel), cho phép lặn sâu hơn đến 400 ft (120 m). Con tàu dài 311 ft 9 in (95,02 m) và có trọng lượng choán nước 1.526 tấn Anh (1.550 t) khi nổi và 2.424 tấn Anh (2.463 t) khi lặn. Chúng trang bị động cơ diesel dẫn động máy phát điện để cung cấp điện năng cho bốn động cơ điện, đạt được công suất 5.400 shp (4.000 kW) khi nổi và 2.740 shp (2.040 kW) khi lặn, cho phép đạt tốc độ tối đa 20,25 hải lý trên giờ (37,50 km/h) và 8,75 hải lý trên giờ (16,21 km/h) tương ứng. Tầm xa hoạt động là 11.000 hải lý (20.000 km) khi đi trên mặt nước ở tốc độ 10 hải lý trên giờ (19 km/h) và có thể hoạt động kéo dài đến 75 ngày.
Tương tự như lớp Gato dẫn trước, lớp Balao được trang bị mười ống phóng ngư lôi 21 in (530 mm), gồm sáu ống trước mũi và bốn ống phía phía đuôi tàu, chúng mang theo tối đa 24 quả ngư lôi. Vũ khí trên boong tàu gồm một hải pháo 4 inch/50 caliber, một khẩu pháo phòng không Bofors 40 mm nòng đơn và một khẩu đội Oerlikon 20 mm nòng đôi, kèm theo hai súng máy .50 caliber. Trên tháp chỉ huy, ngoài hai kính tiềm vọng, nó còn trang bị ăn-ten radar SD phòng không và SJ dò tìm mặt biển. Tiện nghi cho thủy thủ đoàn bao gồm điều hòa không khí, thực phẩm trữ lạnh, máy lọc nước, máy giặt và giường ngủ cho hầu hết mọi người, giúp họ chịu đựng cái nóng nhiệt đới tại Thái Bình Dương cùng những chuyến tuần tra kéo dài đến hai tháng rưỡi.
Pipefish được đặt lườn tại Xưởng hải quân Portsmouth ở Kittery, Maine vào ngày 31 tháng 5, 1943. Nó được hạ thủy vào ngày 12 tháng 10, 1943, được đỡ đầu bởi bà George J. Bates, và được cho nhập biên chế cùng Hải quân Hoa Kỳ vào ngày 22 tháng 1, 1944 dưới quyền chỉ huy của Hạm trưởng, Thiếu tá Hải quân William Nolin Deragon.

## Lịch sử hoạt động

### 1944
Sau khi hoàn tất việc chạy thử máy và huấn luyện tại vùng bờ Đông Hoa Kỳ, Pipefish khởi hành hướng sang khu vực Thái Bình Dương ngang qua kênh đào Panama, và đi đến Trân Châu Cảng vào ngày 3 tháng 5, 1944.

#### Chuyến tuần tra thứ nhất
Trong chuyến tuần tra đầu tiên trong chiến tranh từ ngày 24 tháng 5 đến ngày 16 tháng 7, Pipefish phục vụ tìm kiếm và giải cứu tại khu vực phía Tây quần đảo Mariana, hỗ trợ các hoạt động không kích từ tàu sân bay thuộc Đệ Ngũ hạm đội chuẩn bị cho cuộc đổ bộ lên Saipan. Nó đã giải cứu một phi công hải quân vào ngày 12 tháng 6, rồi đi đến khu vực eo biển Surigao để ngăn chặn hạm đội Nhật Bản rút lui sau Trận chiến biển Philippine. Nó kết thúc chuyến tuần tra khi quay về căn cứ Majuro, quần đảo Marshall vào ngày 16 tháng 7.

#### Chuyến tuần tra thứ hai
Trong chuyến tuần tra thứ hai từ ngày 6 tháng 8 đến ngày 27 tháng 9, Pipefish hoạt động tại vùng biển ngoài khơi bờ biển Đông Nam đảo Honshū, Nhật Bản. Vào ngày 12 tháng 9, nó đã đánh chìm tàu chở hàng Hakutetsu Maru số 7 (1.018 tấn) tại vị trí khoảng 2,7 nmi (5,0 km) về phía Đông Kashinozaki, Wakayama, tại tọa độ 33°32′B 135°55′Đ / 33,533°B 135,917°Đ; sáu hành khách và bốn thủy thủ đã thiệt mạng cùng con tàu. Đang khi lặn xuống để né tránh các tàu hộ tống thả mìn sâu tán công, chiếc tàu ngầm đã ba lần chạm đáy biển. Nó kết thúc chuyến tuần tra và quay về căn cứ Trân Châu Cảng.

#### Chuyến tuần tra thứ ba
Trong chuyến tuần tra thứ ba từ ngày 28 tháng 10, 1944 đến ngày 6 tháng 1, 1945, Pipefish hoạt động tại khu vực Tây Nam Đài Loan và phía Đông đảo Hải Nam, Trung Quốc, phối hợp cùng một đội tấn công phối hợp ("Bầy sói") vốn còn bao gồm các tàu ngầm Pampanito (SS-383), Sea Cat (SS-399) và Searaven (SS-196). Pipefish bị hư hại bởi một cuộc không kích vào ngày 30 tháng 11, nhưng vẫn tiếp tục chuyến tuần tra trong biển Đông. Tấn công một đoàn tàu vận tải gần đảo Hải Nam vào ngày 3 tháng 12, lúc 06 giờ 07, Pipefish đã phóng ngư lôi đánh chìm Tàu phòng vệ duyên hải số 64 (khoảng 800 tấn) tại tọa độ 18°36′B 111°54′Đ / 18,6°B 111,9°Đ; 185 thành viên thủy thủ đoàn đã tử trận cùng con tàu. Nó kết thúc chuyến tuần tra và quay về căn cứ Majuro vào ngày 6 tháng 1, 1945.

### 1945

#### Chuyến tuần tra thứ tư
Trong chuyến tuần tra thứ tư từ ngày 31 tháng 1 đến ngày 26 tháng 3, 1945, Pipefish phục vụ tìm kiếm và giải cứu những phi công bị bắn rơi tại khu vực quần đảo Ryūkyū.

#### Chuyến tuần tra thứ năm
Trong chuyến tuần tra thứ năm từ ngày 28 tháng 4 đến ngày 16 tháng 6, nó tiếp tục hoạt động tìm kiếm và giải cứu hỗ trợ các phi vụ không kích của máy bay ném bom B-29 Superfortress ngoài khơi Honshū và tại khu vực quần đảo Nanpō. Pipefish đã cứu vớ tổng cộng tám thành viên các đội bay trong các ngày 26, 29 tháng 5 và 10 tháng 6. Nó kết thúc chuyến tuần tra và quay về căn cứ Midway vào ngày 16 tháng 6.

#### Chuyến tuần tra thứ sáu
Trong chuyến tuần tra cuối cùng từ ngày 15 tháng 7 đến ngày 28 tháng 8, Pipefish phục vụ tìm kiếm và giải cứu tại khu vực quần đảo Nanpō và ngoài khơi bờ biển phía Đông đảo Kyūshū. Trong chuyến tuần tra nó đã phá hủy tám quả thủy lôi trôi nổi trên biển. Sau khi Nhật Bản chấp nhận đầu hàng vào ngày 15 tháng 8, giúp chấm dứt vĩnh viễn cuộc xung đột, nó về đến Trân Châu Cảng vào ngày 28 tháng 8, rồi tiếp tục quay về vùng bờ Tây.

### Sau chiến tranh
Pipefish được cho xuất biên chế vào ngày 19 tháng 3, 1946, và được đưa về Hạm đội Dự bị Thái Bình Dương. Đang khi trong thành phần dự bị, Pipefish được xếp lại lớp như một "tàu ngầm phụ trợ" và mang ký hiệu lườn mới AGSS-388 vào ngày 1 tháng 12, 1962. Tên nó được cho rút khỏi danh sách Đăng bạ Hải quân vào ngày 1 tháng 3, 1967, và con tàu cuối cùng được bán cho hãng Zidell Explorations, Inc. tại Portland, Oregon để tháo dỡ vào ngày 20 tháng 1, 1969.

## Phần thưởng
Pipefish được tặng thưởng bốn Ngôi sao Chiến trận do thành tích phục vụ trong Thế Chiến II. Nó được ghi công đã đánh chìm hai tàu Nhật Bản với tổng tải trọng 1.818 tấn.
|  |                                                       |  |
|  | Bronze star · Bronze star · Bronze star · Bronze star |  |

| Dãi băng Hoạt động Tác chiến  |                                                                         |                                      |
| Huân chương Chiến dịch Hoa Kỳ | Huân chương Chiến dịch Châu Á-Thái Bình Dương với 4 Ngôi sao Chiến trận | Huân chương Chiến thắng Thế Chiến II |